# Brendan Davis
Brendan Davis (ur. 29 lipca 1981 w Barrie) – kanadyjski snowboardzista. Nie startował na igrzyskach olimpijskich ani na mistrzostwach świata. Najlepsze wyniki w Pucharze Świata osiągnął w sezonie 2006/2007, kiedy to zajął 55. miejsce w klasyfikacji generalnej.

## Sukcesy

### Puchar Świata

#### Miejsca w klasyfikacji generalnej
- 2006/2007 - 55.
- 2007/2008 - 77.
- 2009/2010 - 156.

#### Miejsca na podium
1. Stoneham – 18 marca 2007 (Halfpipe) - 3. miejsce